# Ximenia americana
Ximenia americana és un petit arbre natiu dels boscos d'Amèrica i Àsia. A Cuba rep el nom vulgar de ababuy.

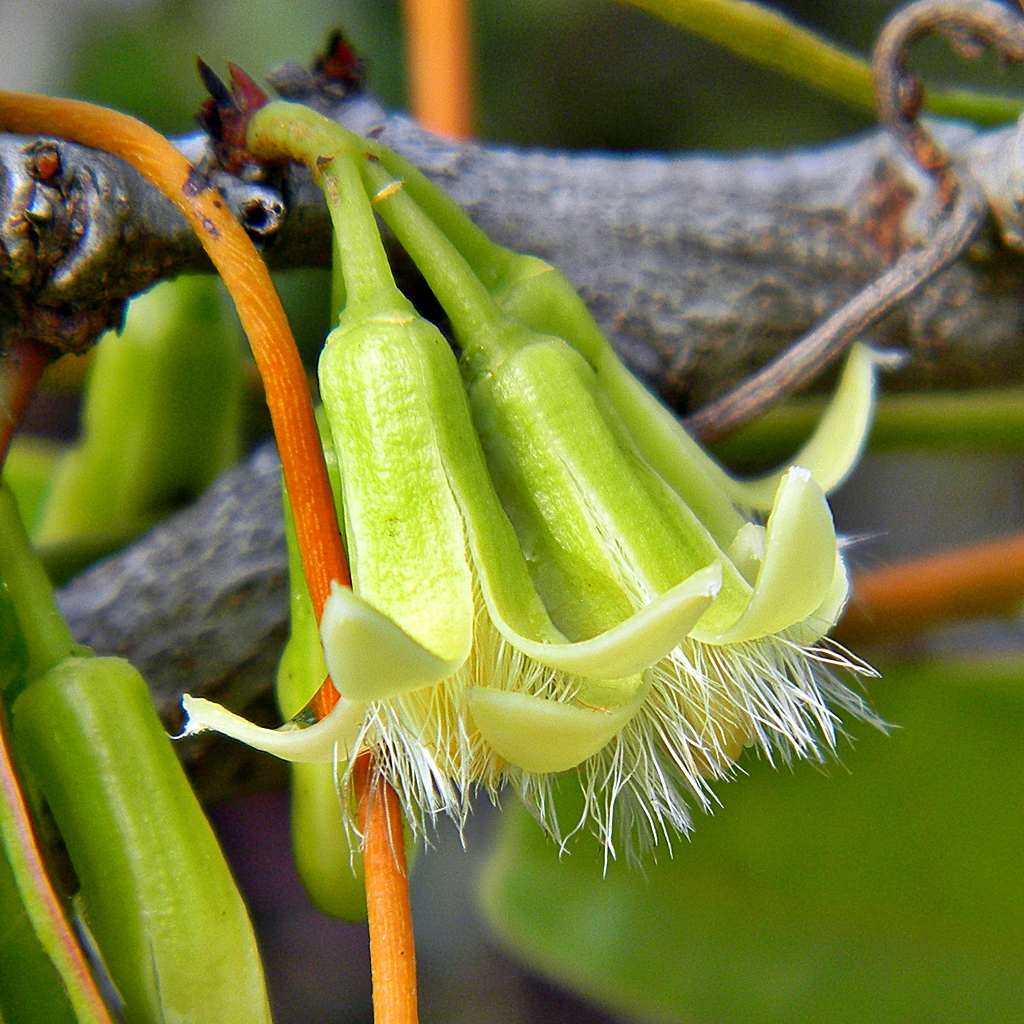
Detall de la flor

## Descripció
Són arbustos o arbres petits, que aconsegueixen una grandària de fins a 10 metres d'alçada, les branquetes glabras, amb espines axil·lars i generalment acabades en espines. Les fulles són de forma ovalada, verd brillant i tenen una forta olor d'ametlles. Les flors són de color pàl·lid i els fruits són de color groc o vermell-ataronjat.

## Usos
Els fruits tenen un agradable sabor de pruna. A Àsia, les fulles joves es cuinen com a verdura. No obstant això, les fulles també contenen cianur i és necessari que siguin ben cuites i no ha de ser consumides en grans quantitats.

## Taxonomia
Ximenia americana va ser descrita per Carl von Linné i publicat en Species Plantarum 2: 1193–1194. 1753.
Varietats acceptades
- Ximenia americana var. microphylla Welw.

Sinonímia
- Amyris arborescens P. Browne
- Heymassoli inermis Aubl.
- Heymassoli spinosa Aubl.
- Pimecaria odorata Raf.
- Ximenia aculeata Crantz
- Ximenia americana var. americana
- Ximenia americana f. inermis (Aubl.) Engl.
- Ximenia americana var. ovata DC.
- Ximenia elliptica G. Forst.
- Ximenia fluminensis M. Roem.
- Ximenia laurina Delile
- Ximenia loranthifolia Span.
- Ximenia multiflora Jacq.
- Ximenia verrucosa M. Roem.
- Ziziphus littorea Teijsm. exHassk.[4]